# 珍妮特·雷諾
珍妮特·伍德·雷諾（英語：Janet Wood Reno，1938年7月21日—2016年11月7日），生於美國佛羅里達州邁阿密，律師與政治人物。在1993至2001年間，於柯林頓政府中任職，為美國首位女性司法部長。

## 生平
1956年進入康乃爾大學，在此畢業後，進入哈佛法學院，於1963年畢業。畢業後在法律事務所上班，擔任法律代理人。1971年，在佛罗里达州众议院的法律委員會中任職。1978年，州議會任命她為州檢察官。
1993年3月，她上任美國司法部長，2月至4月爆發韋科事件，她於指揮並聽取聯邦調查局探員進行任務報告時知道大衛·考雷什的恐怖行徑後當場震怒，於是後來同意探員們使用催淚瓦斯將當時大衛教分支的這些邪教信徒們趕出後逮捕，但最終任務還是只有取得慘勝。
1995年，被診斷出罹患帕金森氏症，但她仍然持續工作。
2016年過世，享壽78歲。